# Micrathena rufopunctata
Micrathena rufopunctata är en spindelart som först beskrevs av Butler 1873.  Micrathena rufopunctata ingår i släktet Micrathena och familjen hjulspindlar.
Artens utbredningsområde är Jamaica. Inga underarter finns listade i Catalogue of Life.